# El Mouradia
« Mouradia » redirige ici. Pour le palais présidentiel, voir Palais d'El Mouradia.
El Mouradia, anciennement La Redoute, est une commune de la wilaya d'Alger en Algérie, faisant partie de la ville d'Alger. C'est ici que se trouve la présidence de la République, le palais d'El Mouradia.

## Géographie
El Mouradia est située sur les hauteurs d'Alger, à environ 4 km au sud du centre-ville. On surnomme cette partie de la ville « le Golf ».
| El Biar                     | Alger-Centre, Sidi M'Hamed | Sidi M'Hamed                                 |
| Hydra, Forêt d'El Mouradia. | El Mouradia                | Belouizdad, El Madania, Forêt des Annassers. |
| Hydra, Forêt de Paradou.    | Bir Mourad Raïs            | El Madania                                   |

## Histoire
Le nom d'El Mouradia se rapporte à un personnage historique natif des lieux connu pendant la guerre de libération algérienne, à savoir le militant nationaliste algérien Didouche Mourad.
Ex-La Redoute, ce nom abrégé de « Le quartier des redoutables » se rapporte au nombre de révolutionnaires issus de ce quartier pendant la guerre d'Algérie.[réf. souhaitée]

## Démographie
| 1987   | 1998   | 2008   |
| ------ | ------ | ------ |
| 30 260 | 29 503 | 22 813 |

## Patrimoine
- Le palais d'El Mouradia, siège de la présidence de la République.
- Une place Henri Maillot, rend hommage à un combattant communiste mort pour l'indépendance de l'Algérie durant la guerre d'Algérie.

## Économie
- Centre commercial El Khalidj center.
- Lycée Bouammama (ex-Descartes).

## Sport
Son club sportif amateur, RAMA (Riadh Amal el Mouradia Alger), a été créé par Mourad Didouche en 1947.

## Personnalités liées à la commune
- Didouche Mourad, militant nationaliste algérien.
- Mohamed El Badji, auteur-compositeur-interprète de chaâbi algérien.
- El Hachemi Guerouabi, chanteur algérien de chaâbi.
- Hamza Mouali (1998) , footballeur, né à El Mouradia.
- Sofiane Belaïd (1985), footballeur, né à El Mouradia.